# Sładkowskoje
Sładkowskoje (ros. Сладковское) – wieś (sieło) w Rosji, w obwodzie swierdłowskim, w rejonie słobodo-turińskim. W 2010 liczyła 808 mieszkańców.